# Robin Dengis
Robin Dengis (Luik, 5 januari 1993) is een Belgische doelman.

## Spelerscarrière
Dengis maakte zijn profdebuut op 4 maart 2012, toen hij in een thuismatch tegen WS Woluwe mocht starten als basisspeler bij KAS Eupen. Daarvoor was hij vierde keeper bij de toenmalige eersteklasser Sint-Truidense VV.
In 2013 vertrok hij Nederland om er achtereenvolgens voor Fortuna Sittard en FC Greenboys 77 uit te komen.
In de zomer van 015 keerde Dengis terug naar België bij FC Luik. Vanaf 2016 speelt hij voor ploegen op lager niveau zoals RFCU Kelmis, Bilzerse Waltwilder VV en RCS Verlaine.

## Clubstatistieken
| seizoen                        | club              | land      | competitie         | wed. | goals |
| ------------------------------ | ----------------- | --------- | ------------------ | ---- | ----- |
| 2009/10                        | Sint-Truidense VV | België    | Jupiler Pro League | 0    | 0     |
| 2010/11                        | Sint-Truidense VV | België    | Jupiler Pro League | 0    | 0     |
| 2011/12                        | KAS Eupen         | België    | Tweede Klasse      | 2    | 0     |
| 2012/13                        | KAS Eupen         | België    | Tweede Klasse      | 0    | 0     |
| 2013/14                        | Fortuna Sittard   | Nederland | Tweede divisie     | 0    | 0     |
| 2015/16                        | FC Luik           | België    | Derde Klasse       | 14   | 0     |
| Totaal                         | Totaal            | Totaal    | Totaal             | 16   | 0     |
| Bijgewerkt op 30 oktober 2021. |                   |           |                    |      |       |